# اللحف (حفاش)

تعديل مصدري - تعديل

اللحف هي إحدى قرى بمديرية حفاش التابعة لمحافظة المحويت، بلغ تعداد سكانها 333 نسمة حسب تعداد اليمن لعام 2004.